# Pokémon Mundo misterioso
Pokémon Mundo misterioso (ポケモン不思議のダンジョン Pokemon Fushigi no Danjon?), también conocido como Pokémon Mystery Dungeon, es una serie de videojuegos derivada de la serie principal Pokémon desarrollada por Spike Chunsoft (anteriormente Chunsoft). Los videojuegos presentan criaturas ficticias llamadas Pokémon que tienen la capacidad de hablar el lenguaje humano y explorar mazmorras generadas aleatoriamente usando movimientos por turnos, indicativos de los videojuegos de la serie Mystery Dungeon. La serie de videojuegos ha dado lugar a varias adaptaciones de manga y especiales animados.
Estos videojuegos se basan en mazmorras («mazmorras misteriosas» o «mystery dungeons») donde se genera aleatoriamente un mapa de piso. En las mazmorras, los jugadores luchan contra otros Pokémon mientras obtienen objetos y encuentran escaleras al siguiente piso, saliendo de la mazmorra después de un número fijo de pisos. A 2022, la serie ha vendido más de 17,15 millones de copias.

## Jugabilidad
Aunque hay características diferentes en cada uno de los títulos, los aspectos principales de la jugabilidad en cada videojuego son los mismos. El jugador toma el rol de un humano que fue transformado en Pokémon. Antes de que comience la historia, el jugador deberá pasar por una prueba de personalidad; esto decidirá qué Pokémon es el jugador en el videojuego. La jugabilidad está basada en los videojuegos roguelikes clásicos, en el que el jugador navega por una mazmorra generada aleatoriamente con su equipo Pokémon. El movimiento y las acciones se basan en turnos; el jugador puede usar ataques básicos, movimientos de Pokémon y objetos. La historia comienza con un compañero Pokémon, pero el jugador puede reclutar en su equipo a otros Pokémon que encuentre en la mazmorra.

## Desarrollo
Tsunekazu Ishihara trabajó anteriormente con Chunsoft. Uno de los trabajos de la empresa fue Tetris 2 + Bombliss, donde Ishihara era el productor del videojuego y conoció a Koichi Nakamura, quien era el director del videojuego. Antes del desarrollo de Pokémon Mundo misterioso: equipo de rescate azul y Pokémon Mundo misterioso: equipo de rescate rojo, Ishihara jugó algunos videojuegos de la serie Mystery Dungeon, principalmente Torneko no Daibōken: Fushigi no Dungeon, y quedó impresionado con la profundidad y calidad del género. El desarrollo del videojuego comenzó después de que Seiichiro Nagahata y Shin-ichiro Tomie se acercaran a Ishihara y acordaran trabajar en una versión más sencilla del género para los principales fanáticos de Pokémon. Durante el desarrollo de Pokémon Mundo misterioso: equipo de rescate rojo y equipo de rescate azul, Kouji Maruta, uno de los programadores de estos  videojuegos, afirmó que la empresa atravesaba un mal desempeño comercial, ya que los empleados de Chunsoft estaban abandonando progresivamente la empresa debido a este problema. El éxito del videojuego no sólo ayudó a darle más popularidad a la franquicia, sino que también ayudó a Chunsoft a evitar la quiebra.

## Videojuegos
| 2005 | Pokémon Mundo misterioso: equipo de rescate azul y rojo             |
| 2006 |                                                                     |
| 2007 | Pokémon Mundo misterioso: exploradores del tiempo y de la oscuridad |
| 2008 |                                                                     |
| 2009 | Pokémon Mundo misterioso: exploradores del cielo                    |
| 2009 | Pokémon Fushigi no Dungeon: Boukendan                               |
| 2010 |                                                                     |
| 2011 |                                                                     |
| 2012 | Pokémon Mundo misterioso: portales al infinito                      |
| 2013 |                                                                     |
| 2014 |                                                                     |
| 2015 | Pokémon Mundo megamisterioso                                        |
| 2016 |                                                                     |
| 2017 |                                                                     |
| 2018 |                                                                     |
| 2019 |                                                                     |
| 2020 | Pokémon Mundo misterioso: equipo de rescate DX                      |

Los videojuegos son desarrollados por Spike Chunsoft (anteriormente Chunsoft antes de la fusión con Spike en 2012), y publicados por Nintendo y The Pokémon Company.
El primer videojuego de la serie fue Pokémon Mundo misterioso: equipo de rescate azul y equipo de rescate rojo en 2005 en Japón y luego en todo el mundo en 2006. El dúo de videojuegos fue lanzado en dos plataformas distintas; Equipo de rescate rojo para Game Boy Advance y Equipo de rescate azul para Nintendo DS. En 2007, se lanzaron Pokémon Mundo misterioso: exploradores del tiempo y exploradores de la oscuridad para Nintendo DS en Japón y luego en todo el mundo en 2008. En 2009, también para DS, fue lanzado Pokémon Mundo misterioso: exploradores del cielo, una versión mejorada de los títulos anteriores y con más contenido. Poco después del lanzamiento de Exploradores del cielo, los títulos para WiiWare Pokémon Fushigi no Dungeon: Boukendan fueron lanzados exclusivamente en Japón. Estos videojuegos utilizan los modelos 3D de Pokémon Rumble y My Pokémon Ranch, lo que los convierte en los primeros videojuegos en utilizar modelos en lugar de sprites 2D. En 2012, fue lanzado Pokémon Mundo misterioso: portales al infinito para Nintendo 3DS en Japón, antes de ser lanzado a nivel mundial en 2013. A partir de ahí, la serie utiliza modelos 3D especialmente diseñados, a diferencia de sprites 2D o modelos 3D de otros títulos derivados. Pokémon Mundo megamisterioso fue lanzado en 2015 para Nintendo 3DS en Norteamérica y luego en 2016 en Europa. El videojuego permite reclutar a todos los 720 Pokémon existentes hasta esa fecha. En 2020 fue lanzado Pokémon Mundo misterioso: equipo de rescate DX para Nintendo Switch. Es una nueva versión de los videojuegos Equipo de rescate azul y rojo de Nintendo DS y Game Boy Advance, unidos como un solo videojuego, con una revisión completa de los gráficos y una jugabilidad reelaborada.

## Especiales animados
Para algunos videojuegos de la serie, se hicieron algunos especiales animados:
- Pokemon Fushigi no Dungeon: Shutsudo Pokemon Kyujotai Ganbarus! (ポケモン不思議のダンジョン　出動ポケモン救助隊ガンバルズ！?) (2006) (titulado Pokémon Mundo misterioso: ¡Las primeras aventuras del equipo de rescate! en España y Pokémon Mystery Dungeon: ¡El Equipo Todo lo puede al rescate! en Hispanoamérica), una adaptación al anime de Pokémon Mundo misterioso: equipo de rescate azul y equipo de rescate rojo.[23]
- Pokémon Mundo misterioso: Exploradores del tiempo y de la oscuridad (ポケモン不思議のダンジョン 時の探検隊・闇の探検隊 Pokemon Fushigi no Dungeon: Toki no Tankentai, Yami no Tankentai?) (2008), una adaptación al anime de Pokémon Mundo misterioso: exploradores del tiempo y de la oscuridad.[24]
- Pokemon Fushigi no Dungeon: Toki to Yami o Meguru Saigo no Bôken (ポケモン不思議のダンジョン 空の探検隊～時と闇をめぐる最後の冒険?   lit. Pokémon Mundo misterioso: exploradores del cielo - La aventura final a través del tiempo y la oscuridad) (2009), una adaptación al anime de Pokémon Mundo misterioso: exploradores del cielo.[25]
- Pokémon Mundo misterioso: Portales al infinito Tráiler animado (ポケモン不思議のダンジョン　～マグナゲートと∞迷宮～ 』PV?) (2015), unos cortos animados basados en Pokémon Mundo misterioso: portales al infinito.[26][27]

## Cómics
A lo largo de los años se realizaron adaptaciones al manga de algunos videojuegos.
- Pokémon Mundo misterioso: el equipo de rescate de Ginji, una adaptación al manga de Pokémon Mundo misterioso: equipo de rescate azul y equipo de rescate rojo.[28]
- Pokémon Fushigi no Dungeon: Honoo no Tankentai (ポケモン不思議のダンジョン 炎の探検隊?   lit. Pokémon Mundo misterioso: el equipo de exploración de Honoo), una adaptación al manga de Pokémon Mundo Misterioso: exploradores del tiempo y de la oscuridad y Exploradores del cielo.[29]
- Pokémon Mundo Súper Misterioso: ¡A por ello! ¡Equipo de investigación novato! , una adaptación al manga de Pokémon Mundo megamisterioso.